# 성주로
성주로(Seongju-ro)는 경상북도 성주군 금수강산면 은적1교와 선남면 성주대교를 잇는 경상북도의 도로이다. 전 구간 국도 제30호선에 속한다.

## 연혁
- 2009년 7월 10일 : 2개 이상 시·도에 걸쳐 있는 도로로 성주로를 고시[1]

## 주요 경유지
경상북도
- 성주군 (금수강산면 - 벽진면 - 성주읍 - 선남면)

## 노선
| 이름                                          | 접속 노선                                                | 소재지        | 소재지                                              | 비고                   |
| 증산로와 직결                                 | 증산로와 직결                                            | 증산로와 직결 | 증산로와 직결                                       | 증산로와 직결          |
| --------------------------------------------- | -------------------------------------------------------- | ------------- | --------------------------------------------------- | ---------------------- |
| 은적1교 은적2교 가인1교 가인2교 영천교 중리교 |                                                          | 성주군        | 금수강산면                                          | 국도 제30호선 구간     |
| 중리삼거리                                    | 지방도 제903호선 조마로                                  | 성주군        | 금수강산면                                          | 국도 제30호선 구간     |
| 무학교                                        |                                                          | 성주군        | 금수강산면                                          | 국도 제30호선 구간     |
| 신성삼거리                                    | 국도 제59호선 (가천로)                                   | 성주군        | 금수강산면                                          | 국도 제30, 59호선 구간 |
| 후평삼거리                                    | 국도 제59호선 (금감로)                                   | 성주군        | 금수강산면                                          | 국도 제30, 59호선 구간 |
| 후평교                                        |                                                          | 성주군        | 금수강산면                                          | 국도 제30호선 구간     |
| 광산삼거리                                    | 대금로                                                   | 성주군        | 금수강산면                                          | 국도 제30호선 구간     |
| 고름재                                        |                                                          | 성주군        | 금수강산면                                          | 국도 제30호선 구간     |
| 벽진면                                        |                                                          | 성주군        |                                                     | 국도 제30호선 구간     |
| 이천교삼거리                                  | 지방도 제913호선 (동강한강로)                            | 성주군        | 국도 제30호선 구간 지방도 제913호선 구간            |                        |
| 이천교                                        |                                                          | 성주군        | 국도 제30호선 구간 지방도 제913호선 구간            |                        |
| 수촌삼거리                                    | 지방도 제913호선 (벽봉로)                                | 성주군        | 국도 제30호선 구간 지방도 제913호선 구간            |                        |
| 운정교                                        |                                                          | 성주군        | 국도 제30호선 구간                                  |                        |
| 가암리                                        | 문덕로                                                   | 성주군        | 국도 제30호선 구간                                  |                        |
| 백전사거리                                    | 국도 제30호선 (성주순환로)                               | 성주군        | 국도 제30호선 구간                                  | 성주읍                 |
| 성주군청                                      |                                                          | 성주군        |                                                     | 성주읍                 |
| 군청삼거리                                    | 심산로                                                   | 성주군        |                                                     | 성주읍                 |
| 경산사거리                                    | 지방도 제905호선 (성주읍4길) 경산길                      | 성주군        | 지방도 제905호선 구간                               | 성주읍                 |
| 경산네거리                                    | 지방도 제905호선 (시장길) 성주읍3길                      | 성주군        | 지방도 제905호선 구간                               | 성주읍                 |
| 성산리                                        | 성주순환로 성밖숲길                                      | 성주군        |                                                     | 성주읍                 |
| 성산교                                        |                                                          | 성주군        |                                                     | 성주읍                 |
| 성주 교차로                                   | 국도 제30호선 국도 제33호선 (가야로) 성산9길             | 성주군        | 국도 제30호선 구간                                  | 성주읍                 |
| 신부교                                        |                                                          | 성주군        | 국도 제30호선 구간                                  | 선남면                 |
| 신부 교차로                                   | 선월로                                                   | 성주군        | 국도 제30호선 구간                                  | 선남면                 |
| 선남2교 선남1교                               |                                                          | 성주군        | 국도 제30호선 구간                                  | 선남면                 |
| 광영 교차로                                   | 국가지원지방도 제67호선 국가지원지방도 제79호선 (운용로) | 성주군        | 국도 제30호선 구간 국가지원지방도 제67, 79호선 구간 | 선남면                 |
| 광영검문소                                    | 선노로                                                   | 성주군        | 국도 제30호선 구간 국가지원지방도 제67, 79호선 구간 | 선남면                 |
| 성주대교                                      |                                                          | 성주군        | 국도 제30호선 구간 국가지원지방도 제67, 79호선 구간 | 선남면                 |
| 달구벌대로와 직결                             |                                                          |               |                                                     |                        |

## 주요 건물 및 시설
- 영천리회관 (경상북도 성주군 금수강산면 성주로 255-5)
- 가천초등학교 무학분교 (경상북도 성주군 금수강산면 성주로 587-4)
- 금수치안센터 (경상북도 성주군 금수강산면 성주로 1881)
- 금수면 행정복지센터 (경상북도 성주군 금수강산면 성주로 1883)
- 성주금수우체국 (경상북도 성주군 금수강산면 성주로 1900)
- 금수문화예술마을 (구 금수초등학교, 경상북도 성주군 금수강산면 성주로 1903)
- 벽진면문화센터 (경상북도 성주군 벽진면 성주로 2473)
- 성주군청, 성주성산관 (경상북도 성주군 성주읍 성주로 3200)
- 성주문화원 (경상북도 성주군 성주읍 성주로 3204)
- 성주우체국 (경상북도 성주군 성주읍 성주로 3210)
- 농협 성주군지부 (경상북도 성주군 성주읍 성주로 3221)
- 성주새마을금고 본점 (경상북도 성주군 성주읍 성주로 3236)
- 이마트에브리데이 성주점 (경상북도 성주군 성주읍 성주로 3246)
- 성주체육관 (경상북도 성주군 성주읍 성주로 3257)
- 성주군별고을교육원 (경상북도 성주군 성주읍 성주로 3258)
- 국립농산물품질관리원 경북지원성주사무소 (경상북도 성주군 선남면 성주로 3757-11)